# Тонголох-Бьолькьойо
Тонголо́х-Бьолькьойо́ (рос. Тонголох-Бёлькёё) — невеликий острів в Оленьоцькій затоці моря Лаптєвих. Територіально відноситься до Якутії, Росія.
Розташований в центрі затоки, в дельті річки Оленьок. Знаходиться на півночі затоки Джангилак-Тонголого, між островами Ісай-Бьолькьойо на півночі, Тігян-Беттіємете на заході та Кюрюр-Ари на південному сході. Біля північно-східного краю розташований острів Муора-Бьолькьойо. Острів має видовжену форму, простягається із заходу на схід та північний схід. Вкритий болотами й пісками, протокою розділений на дві частини, має 5 невеликих озер. Оточений мілинами.
| Росія | Це незавершена стаття з географії Росії. Ви можете допомогти проєкту, виправивши або дописавши її. |